# Hoàng Đăng Nhiễu
Hoàng Đăng Nhiễu (sinh năm 1960) là một sĩ quan cấp cao của Quân đội Nhân dân Việt Nam, hàm Thiếu tướng. Ông đã từng Phó Tư lệnh Bộ đội Biên phòng Việt Nam.

## Thân thế binh nghiệp
Ông sinh ra và lớn lên ở xã Nghi Mỹ, Nghi Lộc, Nghệ An.
Tháng 08/1984, sau khi tốt nghiệp trường Sĩ quan Biên phòng được phân công về công tác tại Quân khu 5, rồi được cử về Bộ đội Biên phòng tỉnh Gia Lai- Kon Tum tham gia chống Fulro.
Tháng 1/1989, đảm nhiệm Trợ lý Tác chiến- Phòng Tham mưu- Bộ chỉ huy Bộ đội Biên phòng tỉnh Gia Lai- Kon Tum.
Năm 1993, được cử đi đào tạo sau đại học tại Học viện Biên phòng.
Tháng 6/2000, giữ chức Phó Tham mưu trưởng Bộ đội Biên phòng tỉnh Kon Tum.
Tháng 8/2002, được cử đi học lớp Chỉ huy Tham mưu cao cấp ở Học viện Biên phòng Liên bang Nga.
Tháng 6/2006, bổ nhiệm giữ chức Phó Chỉ huy trưởng Tham mưu Tác chiến Bộ đội Biên phòng tỉnh Kon Tum.
Tháng 9/2008, được cử đi đào tạo ngắn hạn tập trung lớp chỉ huy cao cấp Binh chủng hợp thành 826 hệ chiến dịch chiến lược tại Học viện Quốc phòng.
Tháng 12/2008, bổ nhiệm giữ chức Chỉ huy trưởng Bộ đội Biên phòng tỉnh Kon Tum.
Tháng 8/2015, được bổ nhiệm giữ chức Phó Tư lệnh Bộ đội Biên phòng đồng thời được thăng quân hàm Thiếu tướng.